# A Twitter felvásárlása Elon Musk által

A Twitter logója

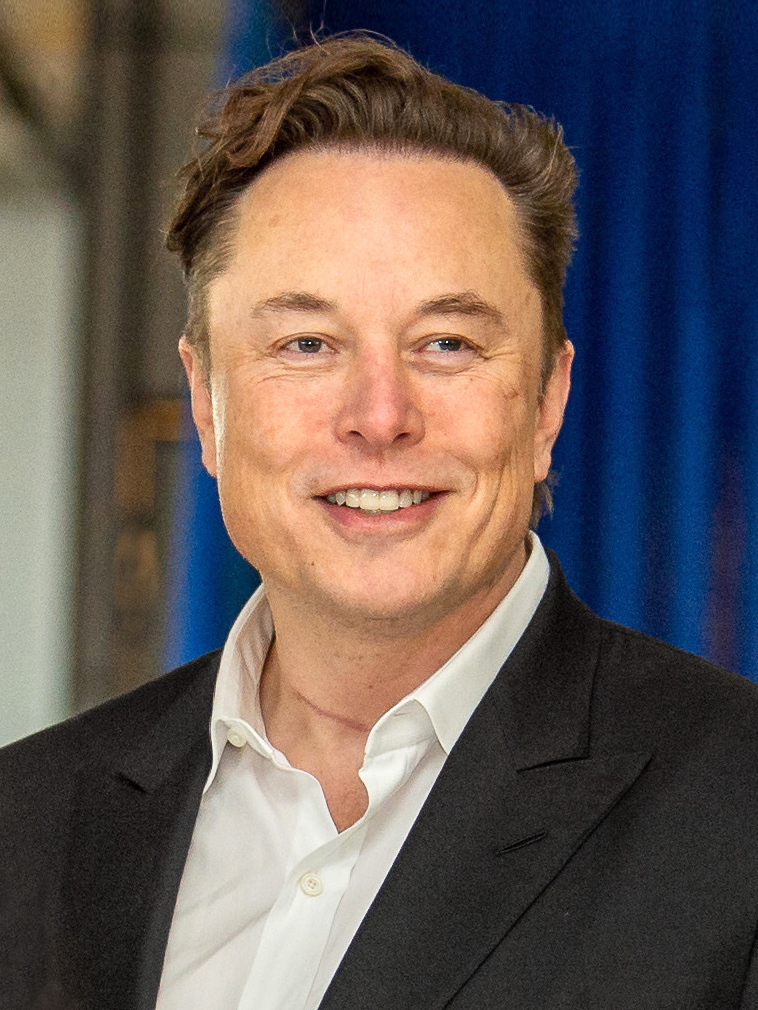
Elon Musk 2022-ben

Elon Musk 2022. április 14-én kezdeményezte a Twitter, Inc. amerikai közösségi médiavállalat felvásárlását, amelyet 2022. október 27-én fejezett be. Musk 2022 januárjában kezdett részvényeket vásárolni a vállalatból, és áprilisra 9,1 százalékos tulajdonrészével a legnagyobb részvényessé vált. A Twitter felkérte Muskot, hogy csatlakozzon az igazgatótanácsához, és ezt az ajánlatot Musk kezdetben elfogadta, majd visszautasította. Április 14-én Musk kéretlen ajánlatot tett a vállalat megvásárlására, amire a Twitter igazgatótanácsa kezdetben "mérgező pirula" stratégiával válaszolt, hogy ellenálljon az ellenséges felvásárlásnak, mielőtt április 25-én egyhangúlag elfogadta Musk 44 milliárd amerikai dolláros felvásárlási ajánlatát. Musk kijelentette, hogy új funkciókat tervez bevezetni a platformon, nyílt forráskódúvá tenné az algoritmusokat, felvenné a harcot a spambotfiókok ellen, és előmozdítaná a szólásszabadságot.
Júliusban Musk bejelentette, hogy fel kívánja bontani a megállapodást, azt állítva, hogy a Twitter megszegte a megállapodásukat azzal, hogy nem volt hajlandó fellépni a spambotfiókok ellen. A vállalat nem sokkal később pert indított Musk ellen a delaware-i bíróságon, a tárgyalást október 17-re tűzték ki. Hetekkel a tárgyalás kezdete előtt Musk meggondolta magát, és bejelentette, hogy továbblép a felvásárlással. Az üzletet október 27-én zárták le, Musk pedig azonnal a Twitter új tulajdonosa és vezérigazgatója lett. A Twittert magánkézbe vették, és beolvasztották egy új anyavállalatba, az X Corp. nevű cégbe. A Twitter felvásárlását követően Musk azonnal kirúgott több felsővezetőt, köztük a korábbi vezérigazgatót, Parag Agrawalt. Musk azóta számos reformot javasolt a Twitter számára, és elbocsátotta a vállalat alkalmazottainak felét. Ezután több száz alkalmazott mondott fel a vállalatnál, miután Musk ultimátumot adott ki, amelyben azt követelte, hogy kötelezzék el magukat "rendkívül kemény" munkára.
A felvásárlásra adott reakciók vegyesek voltak: dicsérték Musk tervezett reformjait és a vállalatra vonatkozó elképzeléseit, különösen a nagyobb szólásszabadságra vonatkozó felhívásait, de bírálták a félretájékoztatás, dezinformáció, zaklatás és gyűlöletbeszéd lehetséges növekedésétől való félelmek miatt a platformon. Az Amerikai Egyesült Államokon belül a konzervatívok nagyrészt támogatták a felvásárlást, míg sok liberális és korábbi Twitter-alkalmazott aggodalmának adott hangot Musk szándékaival kapcsolatban. Mióta Musk tulajdonos lett, ellenérzésekkel szembesült a vállalat irányítása és a fiókok felfüggesztése miatt.

## Előzmények

### Háttér
Elon Musk 2010 júniusában tette közzé első tweetjét személyes Twitter-fiókján, és 2022 áprilisára már több mint 80 millió követője volt. 2017-ben, válaszul egy tweetre, amely azt javasolta, hogy vásárolja meg a Twittert Musk azt válaszolta: "Mennyiért?" 2022. március 24-én Musk elkezdett Twitter-kritikákat tweetelni, megkérdezte követőit arról, hogy a vállalat betartja-e azt az elvet, hogy "a szólásszabadság elengedhetetlen a működő demokráciához". 2022. március 24-én a Twitter társalapítójával és korábbi vezérigazgatójával, Jack Dorsey-val a közösségi média jövőjéről tárgyalt, és a Silver Lake magántőkecég társ-vezérigazgatójával, Egon Durban-nal a Twitter igazgatótanácsába való bekerülés lehetőségét vizsgálta meg. Ezt az ötletet továbbította a Twitter igazgatótanácsának elnökének, Bret Taylornak és Parag Agrawal vezérigazgatónak, és azt javasolta, hogy vagy vigyék magánkézbe a céget, vagy alapítsanak egy rivális közösségi médiaplatformot. Dorsey egy szöveges üzenetben válaszolt Musknak, mondván, reméli, hogy a Twitter nyílt forráskódúvá válhat, és hogy egy évvel korábban sikertelenül szorgalmazta Musk beiktatását a Twitter igazgatótanácsába, ami miatt távozott a vezérigazgatói posztjáról.

### Korai fejlesztések
Musk 2022. január 31-én kezdett Twitter-részvényeket vásárolni. 2022. április 4-én bejelentette, hogy a vállalat részvényeinek 9,2 százalékát szerezte meg összesen 2,64 milliárd dollár értékben, ezzel ő lett a vállalat legnagyobb részvényese. A bejelentést követően a Twitter részvényei a vállalat 2013-as tőzsdei bevezetése (IPO) óta a legnagyobb napon belüli emelkedést produkálták, 27 százalékkal emelkedtek. Másnap a Twitter meghívta Muskot a vállalat igazgatótanácsába, amit Musk elfogadott. Ezt három nappal korábban a Twitter jelölő és vállalatirányítási bizottsága javasolta az igazgatóságnak, mivel néhány igazgatósági tag aggodalmát fejezte ki a részvényesi értékre gyakorolt esetleges "káros hatások" miatt. A pozíció megtiltotta volna Musknak, hogy tulajdonrésze a 14,9 százalékot meghaladja, és korlátozta volna a lehetőségét, hogy nyilvánosan beszéljen a vállalatról. Még aznap Musk felhívta Dorsey-t, aki elutasította Musk javaslatát, hogy maradjon az igazgatóságban.
Április 11-én, miután több, a vállalatot kritizáló tweetet tett közzé, Musk úgy döntött, hogy nem csatlakozik az igazgatótanácshoz. Ehelyett arról tájékoztatta a Twittert, hogy ajánlatot kíván tenni a vállalat magánkézbe vételére. Április 12-én a Twitter igazgatótanácsa ügyvédekkel és pénzügyi tanácsadókkal találkozott, hogy megvitassák egy ilyen üzlet következményeit, valamint a lehetőségeiket, miközben a vállalat részvényese, Marc Bain Rasella beperelte Muskot a vállalat részvényárfolyamának állítólagos manipulálása és a Securities and Exchange Commission (SEC) szabályainak megsértése miatt.

## Kivásárlási ajánlat

### Vételi ajánlat
Április 14-én Musk kéretlen és nem kötelező érvényű ajánlatot tett a Twitternek, hogy megvásárolja a vállalatot 43 milliárd dollárért, azaz részvényenként 54,20 dollárért, és magánkézbe adja. Bár az ajánlatot a vállalat vezetőségének tették, az ajánlatot ellenséges felvásárlási kísérletnek minősítették, mivel burkoltan azzal fenyegetőzött, hogy amennyiben a vezetőség visszautasítja, felvásárolja a forgalomban lévő részvényeket. Az igazgatótanács azt válaszolta, hogy "gondosan megvizsgálja az ajánlatot". Egy TED-interjúban Musk azt mondta, hogy célja, hogy a Twittert "a szólásszabadság platformjává tegye világszerte", a szólásszabadság "a működő demokrácia társadalmi szükségszerűségének" nevezte, és hangsúlyozta, hogy nem a vagyonának növelése érdekében tette az ajánlatot. Kritikusok megjegyezték, hogy nagyobb érdeklődést mutatott a Twitter moderálási politikájának megváltoztatása iránt, mint a kormányzati cenzúra elleni küzdelem iránt. A The Washington Post szerint a The Babylon Bee-hez hasonló fiókok betiltása késztette Muskot a felvásárlás kezdeményezésére. A részvényenkénti 54,20 dolláros ár feltehetően a 420-ra utal, ami a kannabiszkultúrában a marihuána fogyasztására használt szleng kifejezés.
Április 15-én a Twitter igazgatótanácsa bejelentette a "mérgező pirula" stratégiáját, amely lehetővé tenné a részvényesek számára, hogy ellenséges felvásárlás esetén további részvényeket vásároljanak; a terv 2023. április 14-én jár le. Április 17-én Taylort a Twitter legnagyobb intézményi részvényesei arra sürgették, hogy "komolyan fontolja meg" az ajánlatot. Április 20-án Musk nyilvánosságra hozta, hogy biztosította a Morgan Stanley, a Bank of America, a Barclays, a MUFG, a Société Générale, a Mizuho Bank és a BNP Paribas által vezetett bankcsoport által biztosított finanszírozást a vállalat megvásárlására irányuló potenciális vételi ajánlathoz. A finanszírozás magában foglalt 7 milliárd dollárnyi elsőbbségi biztosítékkal rendelkező bankhitelt; 6 milliárd dollárnyi alárendelt adósságot; 6,25 milliárd dollárnyi bankhitelt Musknak személyesen, amelyet 62,5 milliárd dollárnyi Tesla-részvénnyel biztosított; 20 milliárd dollárnyi készpénzes saját tőkét Musktól, amelyet a Tesla-részvények és egyéb eszközök értékesítéséből kellett volna biztosítani; valamint 7,1 milliárd dollárnyi saját tőkét 19 független befektetőtől.
A Twitter által eredetileg javasolt 13 milliárd dolláros hitelfelvétel a vállalat 2022-re tervezett működési cash flow-jának hétszeresének felel meg; néhány bank ezt a többszörösét túl kockázatosnak találta, és úgy döntött, hogy csak a Musknak nyújtott 12,5 milliárd dolláros letéti kölcsönben vesz részt. Az adósság a becslések szerint a Twitternek körülbelül 1 milliárd dollárjába kerül éves kamatok és díjak formájában. Két nappal az ajánlatának bejelentése után Musk három holdingvállalatot jegyeztetett be "X Holdings" néven, hogy felkészüljön a felvásárlásra. 12 százalékkal estek a Tesla részvényei a felvásárlás bejelentését követő napon, a szélesebb piacok kisebb esései közepette. Musknak 21 milliárd dolláros papírvesztesége keletkezett aznap. Három nappal azután, hogy a Twitter beleegyezett a felvásárlásba, Musk 8,5 milliárd dollár értékben adta el Tesla-részvényeit.

### A felvásárlás bejelentése
Április 23-án Musk arról tájékoztatta Taylort, hogy ajánlata "a legjobb és végleges", és a következő napon küldött levelében az elfogadásra szólította fel. Több hírügynökség is arról számolt be, hogy a Twitter végső tárgyalásokat folytat Musk ajánlatának elfogadásáról, és a megállapodás várhatóan másnapra megszületik, bár a Reuters figyelmeztetett, hogy az üzlet még mindig meghiúsulhat. Április 25-én a Twitter részvényei 5 százalékkal emelkedtek, miután a hírek szerint a Twitter készen áll Musk ajánlatának elfogadására. A Twitter tanácsadói, a Goldman Sachs és a JPMorgan Chase is jóváhagyta az üzletet, pénzügyi szempontból tisztességesnek ítélve azt. A Twitter igazgatótanácsa nyilvánosan és egyhangúlag elfogadta a 44 milliárd dolláros felvásárlási ajánlatot, és a Twitter magántársasággá vált volna, amint a tranzakció valamikor 2022-ben lezárul. A Muskkal folytatott tárgyalásokat az igazgatótanács tranzakciós bizottsága vezette, amelynek tagjai Taylor, Martha Lane Fox és Patrick Pichette voltak. Az ügylet véglegesítése előtt a részvényesek és a szabályozó hatóságok jóváhagyására lett volna szükség, bár elemzők szerint nem valószínű, hogy a szabályozó hatóságok megtámadják azt. Musknak megtiltották, hogy becsmérelje a vállalatot vagy annak alkalmazottait, amikor a tranzakció lezárása előtt a felvásárlásról tweetelt. A megállapodás azt is kikötötte, hogy ha Musk nem zárja le a felvásárlást, akkor 1 milliárd dollár felbontási díjat kell fizetnie a Twitternek. Agrawal 39 millió dollárt kapott volna a felvásárlásból, míg Dorsey 978 millió dollárt. Musk magánjelleggel választott új vezérigazgatót Agrawal helyére az akvizíció lezárását követően, bár várható volt, hogy a tranzakció lezárását követő hónapokban ideiglenes vezérigazgatóként fog működni. A Tesla részvényei a következő piaci napon több mint 125 milliárd dollárral estek, aminek következtében Musk mintegy 30 milliárd dollárt veszített nettó vagyonából.
Az elfogadás bejelentése után Musk azt mondta, hogy az első célja az lesz, hogy az átláthatóság növelése érdekében nyílt forráskódúvá tegye azt az algoritmust, amely a tweetek rangsorolását végzi a tartalomfolyamban. Azt is kijelentette, hogy szándékában áll eltávolítani a spambotokat és "hitelesíteni minden valódi embert", utalva arra, hogy a Twitter San Francisco-i központját esetleg hajléktalanszállóvá alakítja át. Musk azt mondta, hogy nincs bizalma a Twitter vállalatvezetésében, a bankoknak nyilatkozva azt mondta, hogy fontolóra vette a vezetői és igazgatósági fizetések csökkentését. Twitter-vezetők, például Vijaya Gadde döntéseit kritizáló tweeteket tett közzé, akit ezt követően a Twitter felhasználói rasszista és szexista kifejezéseket használva zaklattak. Április 28-án a Twitter közölte a reklámügynökségekkel, hogy munkáikat nem fogják sértő anyagok mellett látni. Musk bankárokkal is tárgyalt a munkahelyek és költségek leépítésének, az influenszerek kreativitásra való ösztönzésének és a Twitter előfizetéses szolgáltatások hozzáadásának ötleteiről.
Május 4-én az Egyesült Királyság alsóházának digitális, kulturális, média- és sportbizottsága beidézte Muskot, hogy megvitassa a felvásárlásának a szólásszabadságra és az "online ártalmakra" gyakorolt hatását. Másnap Musk újabb 7,1 milliárd dolláros finanszírozást biztosított, többek között az Oracle Corporation társalapítójától, Larry Ellisontól, Al Waleed bin Talal Al Saud szaúdi hercegtől, az Andreessen Horowitz és a Sequoia Capital kockázati tőkecégektől, valamint a Qatar Holding szuverén vagyonalaptól. A tőkeinjekció az eredeti 12,5 milliárd dolláros személyes banki hitelét 6,25 milliárd dollárra, a szükséges készpénzes tőke-hozzájárulást pedig 21 milliárd dollárról alig 20 milliárd dollárra csökkentette. Május 11-én a The Wall Street Journal arról számolt be, hogy a SEC és a Szövetségi Kereskedelmi Bizottság (FTC) vizsgálatot indított a felvásárláshoz vezető eseményekkel kapcsolatban. Másnap Agrawal elbocsátotta a Twitter általános igazgatóját, Kayvon Beykpourt és a bevételi termékekért felelős Bruce Falckot.

## Megkísérelt megszüntetés

### Állítólagos várakozás
Május 13-án Musk nyilvánosságra hozta, hogy az üzletet "várakoztatja", miután olyan hírek láttak napvilágot, hogy a Twitter napi aktív felhasználóinak 5 százaléka spam fiók volt, aminek következtében a Twitter részvényei több mint 10 százalékkal estek. Musk tisztázta, hogy továbbra is elkötelezett a felvásárlás mellett, Agrawal pedig kijelentette, hogy az üzlet lezárására számít. Válaszul egy május 16-i Twitter-szálra, amelyben Agrawal azt mondta, hogy a platform felhasználóinak külső felülvizsgálata kivitelezhetetlen, Musk egy kaki emojit tweetelt ki. Másnap Musk megismételte, hogy a felvásárlás nem "haladhat előre", amíg a Twitter nem tudja bizonyítani a fent említett jelentések hamis voltát, és sürgette a SEC-t, hogy vizsgálja meg a Twitter napi felhasználóinak számát. Ugyanezen a napon a Twitter új dokumentumokat nyújtott be a SEC-hez, beleértve Musk felvásárlásának részletes idővonalát, és megerősítette, hogy Musk lépéseitől függetlenül "érvényt szereznek az egyesülési megállapodásnak". Május 25-én Musk elállt attól a tervétől, hogy az üzletet részben a Tesla-részvények ellenében nyújtott letéti kölcsönökkel finanszírozza, ehelyett úgy döntött, hogy további 6,25 milliárd dollárnyi tőkefinanszírozást ígér. Dorsey még aznap távozott a Twitter igazgatótanácsából, míg a Twitter befektetője, William Heresniak csoportos keresetet nyújtott be Musk ellen, azt állítva, hogy a piac manipulálásával megsértette a kaliforniai társasági törvényeket. A perben továbbá kijelentették, hogy Musknak az akvizíciós szerződés nem engedte meg, hogy az üzletet függőben tartsa, és hogy Musk félrevezető nyilatkozatai hozzájárultak a Twitter részvényárfolyamok csökkenéséhez.

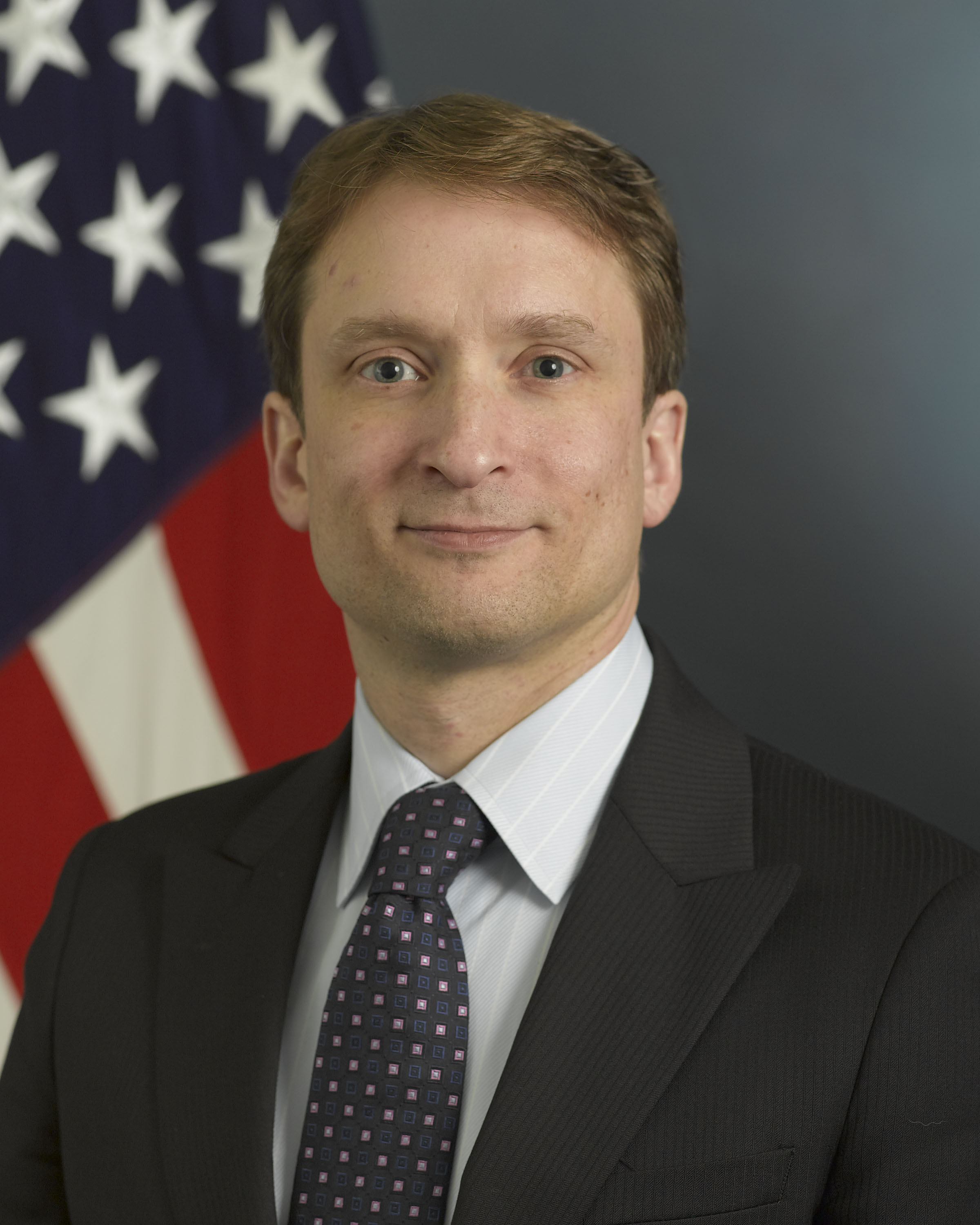
A Twitter korábbi biztonsági vezetője, Peiter Zatko azt állította, hogy a vállalat félrevezette a nyilvánosságot az adatvédelmi és biztonsági problémáival kapcsolatban

Június 3-án a felvásárlást az amerikai trösztellenes felülvizsgálat jóváhagyta. Musk ügyvédje által három nappal később a Twitternek küldött e-mailben Musk azzal fenyegetőzött, hogy felbontja a Twitterrel kötött megállapodását, mert a vállalat nem volt hajlandó átadni neki a felhasználókra vonatkozó adatokat. A Twitter azt válaszolta, hogy továbbra is együttműködik Muskkal annak érdekében, hogy a tranzakciót a megállapodásuknak megfelelően zárják le. Június 8-án a Twitter igazgatótanácsa eleget tett Musk követelésének, és beleegyezett, hogy "tűzcső" adatfolyamot biztosítanak neki a tweetekről. Egy héttel később a SEC arra kérte Agrawalt, hogy adjon tájékoztatást arról, hogyan becsülte meg a Twitter a spamfiókok számát, amire a vállalat kötelezte magát; a SEC július 27-én zárta le a vizsgálatot. Musk június 16-án részt vett egy összkezelői értekezleten, hogy válaszoljon a Twitter alkalmazottainak kérdéseire, ahol szó esett a Twitter tartalommoderációs politikájáról, a szólásszabadságról, az esetleges elbocsátásokról, a távmunkáról és "a Twitter kozmikus természetéről". Musk kifejezte azt a vágyát is, hogy a Twitter elérje az egymilliárd aktív felhasználót, és elkötelezettséget vállalt a hirdetések, mint a Twitter bevételi forrása mellett.

### Musk megkísérelt visszalépése
Július 8-án Musk bejelentette szándékát a tervezett felvásárlás megszüntetésére, azt állítva egy hatósági beadványban, hogy a Twitter a megállapodás több részét "lényegesen megszegte" azzal, hogy nem volt hajlandó eleget tenni Musk spambotfiók-adatokra vonatkozó kéréseinek, és elbocsátott magas rangú alkalmazottakat. Válaszul Taylor ígéretet tett arra, hogy jogi lépéseket tesz Musk ellen a delaware-i bíróságon a felvásárlás befejezése érdekében, az ebből következő pert ismét a Twitter igazgatótanácsának tranzakciós bizottsága felügyeli. A Twitter részvényei a hír után 7 százalékkal estek, másnap pedig további 11 százalékkal estek. Július 10-én a Twitter a Wachtell, Lipton, Rosen & Katz ügyvédi irodát bízta meg az ügy képviseletével, amelynek "kulcsügyvédei" William Savitt és Leo Strine, valamint a Potter Anderson & Corroon, Ballard Spahr, Kobre & Kim és Wilson Sonsini Goodrich & Rosati voltak. Musk ismét a Quinn Emanuel Urquhart & Sullivan szolgáltatásait vette igénybe, miután korábban az Unsworth v. Musk és a SEC v. Musk ügyekben is így tett, beleértve személyes ügyvédjét, Alex Spiro-t, valamint a Skadden, Arps, Slate, Meagher & Flom-ot.
A Twitter július 12-én indította el hivatalosan a perét Musk ellen a delaware-i bíróságon, Musk erre válaszul azt tweetelte: "Oh the irony lol." (magyar nyelven: Ó, az irónia lol) A Twitter azt kérte, hogy a tárgyalást szeptember 19-től szeptember 22-ig tartsák, még az üzlet eredetileg október 24-re tervezett "drop dead" időpontja előtt. Musk jogi csapata ezt elutasította, és azt kérte, hogy a tárgyalást 2023. február 13-tól február 22-ig tartsák. Július 19-én Kathaleen McCormick bírónő úgy döntött, hogy a tárgyalás októberben öt napig tart, A Twitter október 10-i kezdési időpontot kért. A július 22-i negyedéves eredményt hozó befektetői hívás során a Twitter a javaslat által okozott "káoszt" nevezte meg a bevételcsökkenés elsődleges tényezőjeként. Július 26-án McCormicknak írt levelükben Musk ügyvédei kifogásolták, hogy a Twitter akadályozta őket a feltárási eljárás megkezdésében, és október 17-i kezdési időpontot kértek, amit McCormick három nappal később ötnapos időtartammal engedélyezett.
Augusztus 6-án egy tweetben Musk nyilvános vitára hívta ki Agrawalt a Twitter spambot fiókjairól, mielőtt megkérdezte követőit arról, hogy szerintük a Twitter fiókok kevesebb mint 5 százaléka "hamis/spam"-e. Augusztus 10-én Musk 7,92 millió Tesla részvényt adott el összesen 6,9 milliárd dollár értékben, mint biztosítékot, ha elveszíti a pert, annak ellenére, hogy korábban kijelentette, hogy nem fog többé Tesla részvényeket eladni. A következő héten McCormick felszólította a Twittert, hogy mutassa be Beykpour dokumentumait, amelyeket Musk csapata 22 másik Twitter-alkalmazott és 41 "letéteményes" aktáival együtt kért. Röviddel ezután Musk beidézte Dorseyt. A beidézett üzletemberek és befektetők között volt még Marc Andreessen, Ellison, David Sacks és Joe Lonsdale, míg a Twitter és Musk beidézte a Goldman Sachs, a Morgan Stanley, a JPMorgan Chase, az Andreessen Horowitz, a Sequoia Capital, a Salesforce, a Mastercard és mások cégeit is. Sacks és Lonsdale is ingerült volt, hogy beidézték őket, előbbi sikertelen indítványt nyújtott be az idézés elutasítására. Összesen a Twitter ügyvédei több mint 84, míg Musk ügyvédei több mint 36 idézést adtak ki.
Musk növekvő nyomásával szemben a Twitter bejelentette, hogy egyesíti az egészségügyi csapatát, amelynek feladata a platformon a nem konszenzuális meztelenség és a gyermekek szexuális kizsákmányolásának megakadályozása, a spamellenes csapatával. McCormick elutasította Musk csapatának "abszurdan széleskörű" kérését, amely a Twitter összes felhasználójára vonatkozó adatokra vonatkozott, de elrendelte, hogy a vállalat mutassa be 9000 fiók adatait, amelyekről korábban mintát vett. Musk augusztus 29-én "felmondólevelet" nyújtott be a SEC-hez, Zatko állításaira hivatkozva bizonyítékként, hogy a Twitter megszegte a szerződésüket, mielőtt kérte McCormickot, hogy néhány héttel halassza el a tárgyalást. McCormick elutasította a kérést, és Musk csapata egy harmadik felmondólevelet küldött a Twitternek. Szeptember 13-án Zatko tanúvallomást tett a szenátus igazságügyi bizottsága előtt, miközben a Twitter részvényesei a felvásárlás mellett szavaztak. Musk magánúton 31 milliárd és 39,6 milliárd dolláros csökkentett áron ajánlotta fel a Twitter megvásárlását, amit a vállalat elutasított.

## Újjáélesztés és bezárás

### Az ajánlat újraélesztése
Október 3-án Musk jogi csapata tájékoztatta a Twittert, hogy Musk meggondolta magát, és úgy döntött, hogy az eredetileg megállapított 54,20 dolláros részvényenkénti áron folytatja a tervezett felvásárlást, azzal a feltétellel, hogy a Twitter ejti a pert. A fordulat oka Musk csapatának azon aggályai voltak, hogy nem tudják bizonyítani, hogy a szerződésszegést indokló lényeges hátrányos hatás áll fenn. Musk és Agrawal meghallgatását eredetileg október 6-ra, illetve október 10-re tűzték ki. Musk kijelentette, hogy a Twitter megvásárlása része volt annak az ambíciójának, hogy létrehozzon egy "mindenre kiterjedő alkalmazást", az X-et, amely számos különböző szolgáltatást kínálna. Válaszul McCormick mindkét felet arra kérte, hogy tegyenek neki javaslatot arra, hogyan kellene eljárniuk. A Twitter részvényei 23 százalékkal megugrottak Musk bejelentésének hatására. Sem a Twitter, sem Musk nem válaszolt McCormick kérésére, ami arra késztette őt, hogy bejelentse, a per a tervek szerint folytatódik.
Október 6-án McCormick beleegyezett Musk kérésébe, hogy a tárgyalást október 28-ra halasszák el, hogy Musk véglegesíteni tudja a felvásárláshoz szükséges adósságfinanszírozást, hozzátéve, hogy a tárgyalást novemberre halasztják, ha az üzlet addig nem zárul le. Egy héttel később kiderült, hogy Musk ellen az amerikai kormány vizsgálatot indított a tervezett felvásárlással kapcsolatos magatartása miatt. Musk később kijelentette, hogy szerinte a Twitter hosszú távú értéke meghaladja a részvényenkénti 54,20 dolláros árat, amelyet túlfizetésnek tartott. Október 20-án a The Washington Post arról számolt be, hogy Musk a Twitter alkalmazottainak 75 százalékát szándékozik elbocsátani, és hogy a Twitter vezetői szívesen eladnák a vállalatot Musknak, hogy így enyhíthessék a tervezett bér- és infrastruktúra-csökkentéseket. A Twitter alkalmazottai nyílt levélben ítélték el Musk szándékait, és a Twitter jövőjére gyakorolt negatív következményekre figyelmeztettek. A Bloomberg News és a Post továbbá arról számolt be, hogy az Egyesült Államok tisztviselői az ún. Biden-kormányzat nemzetbiztonsági felülvizsgálatát fontolgatják Musk tervezett felvásárlását és más vállalkozásait a Külföldi Befektetési Bizottságon (CFIUS) keresztül, azzal a lehetőséggel, hogy Joe Biden elnök szükség esetén megakadályozza a felvásárlást, A Fehér Ház ezeket a híreket is cáfolta.
Október 21-re mindkét fél bankárai és jogászai úgy tervezték, hogy a hónap végéig befejezik a felvásárlás papírmunkáját, és az üzletet várhatóan addigra lezárják. A felvásárlást finanszírozó bankok a felmerült 13 milliárd dollár értékű adósságot megtartották volna, ahelyett, hogy eladták volna azt. Egy videóhívás során a Musknak az akvizíció finanszírozásában segítő bankokkal Musk biztosította őket, hogy a határidőig befejezi a felvásárlást. Musk október 26-án elutazott a Twitter központjába, és tweetelt egy videót, amelyen egy konyhai mosogatót cipel az oldal előcsarnokában, Twitter bioját pedig "Chief Twit"-re változtatta. Musk azt is közölte a Twitter alkalmazottaival, hogy bár az elbocsátások még mindig valószínűsíthetőek, de nem szándékozik olyan mértékű elbocsátásokat végrehajtani, mint amilyenekről a Post korábban beszámolt. Másnap Musk nyílt levélben írta a hirdetőknek, hogy a Twitter nem fog "szabadelvű pokollá" válni, megismételve, hogy a vásárlás indítékait nem a kapzsiság, hanem a "közös digitális főtér" létrehozásának vágya indokolta. Ezután megkérte a Tesla mérnökeit, hogy találkozzanak a Twitter termékmenedzsereivel, hogy felmérjék a platform kódbázisát, amelyet november 1-jéig befagyasztottak.

### A vásárlás befejezése
Október 27-én délután Musk és a Twitter lezárta az üzletet, Musk a tweetben azt írta, hogy "a madár kiszabadult". Musk azonnal a Twitter új tulajdonosa lett, és azonnal kirúgta Agrawalt, Ned Segal pénzügyi igazgatót (CFO), Gadde-ot és Sean Edgett általános jogászt, a vezetőket a biztonságiak kísérték ki a vállalat székházából. Agrawal, Segal és Gadde 38,7 millió, 25,4 millió és 12 millió dolláros "arany ejtőernyős" összeget kaptak volna, de a The New York Times arról számolt be, hogy Musk valószínűleg nem fogja kifizetni a kifizetéseket, mert a vezetőket okkal bocsátották el. A Financial Times szerint Musk ezt az állítását azzal indokolta, hogy a vállalatot rosszul irányították, és a vezetők "mérlegelik a döntés jogi lehetőségeit." Dorsey megtartotta 1 milliárd dolláros tulajdonrészét, és több más vezető is távozott a Twittertől az ezt követő napokban.
Musk átvette a vezérigazgatói pozíciót, egyesítette a vállalatot az X Holdings-szal, és feloszlatta a Twitter igazgatótanácsát. Ezzel az egyesüléssel a Twitter megszűnt önálló vállalat lenni, az X Corp. később, 2023 márciusában jött létre a vállalat elhelyezésére. Musk a "Chief Twit" címet használja a vezérigazgatói pozíciójára utalva. A Twitternél létrehoztak egy "hadtermet", ahol Musk Spiro-val, Sacks-szal és másokkal találkozott, hogy megvitassák a következő lépéseit. A The New York Times szerint a csoport két fő célja a Twitter alkalmazotti létszámának csökkentése és a platform mobilalkalmazásának átalakítása volt. A Twitter alkalmazottait hivatalosan nem tájékoztatták a vezetőségi váltásról, Musk eredetileg állítólag városházi gyűlést tervezett az alkalmazottakkal, de végül erre nem került sor. Másnap a Twitter részvényei Musk ígéretének megfelelően, miszerint a vállalatot magánkézbe veszi, megszűntek; a vállalatot november 8-án törölték a New York-i tőzsdéről.

### A felvásárlást követően
Amióta Musk tulajdonos lett, egy sor reformot vezetett be, többek között átalakította a Twitter hitelesítési rendszerét azzal, hogy az új jelentkezőknek Twitter Blue előfizetést kellett vásárolniuk. A Twitter számos munkatársát arra utasították, hogy hosszabbítsák meg a munkaidejüket, hogy betartsák Musk által a platformon kívánt változtatásokra vonatkozó határidőket. November 4-én Musk elbocsátotta a Twitter alkalmazottainak nagyjából a felét, két héttel később pedig ultimátumot adott az alkalmazottaknak, hogy vállaljanak "rendkívül kemény" munkát Musk "Twitter 2.0" víziójának megvalósítása érdekében, vagy távozzanak. Válaszul alkalmazottak százai mondtak fel.
Közben Musk elkezdte visszaállítani a korábban kitiltott fiókokat, például Jordan Petersont, Kathy Griffint, a The Babylon Bee-t és Donald Trumpot, miközben szélsőjobboldali alakok sürgetésére felfüggesztette az antifasiszta fiókokat, valamint a Muskot parodizáló fiókokat. Musk emellett lazított a platform gyűlöletbeszédre vonatkozó szabályain, és megszüntette a COVID-19 félretájékoztatást tiltó irányelvét, ami a gyűlöletbeszéd növekedéséhez vezetett. Decemberben Musk ellenérzésekkel szembesült, miután betiltotta az ElonJet nevű, Jack Sweeney által üzemeltetett Twitter botfiókot, amely nyilvánosan hozzáférhető adatok alapján valós időben követte Musk magánrepülőgépét. Ezek a tiltakozások fokozódtak, amikor Musk felfüggesztett több újságírót, akik az ElonJet incidensről tudósítottak. Napokkal később Musk egy Twitter-szavazást indított, amelyben megkérdezte a felhasználókat, hogy lemondjon-e a Twitter vezérigazgatói posztjáról, amelyre a szavazók igennel válaszoltak. Musk kijelentette, hogy lemond, miután kiválasztotta az utódját.

## Reakciók

### Vételi ajánlat
Miután Musk április 5-én bekerült a Twitter igazgatótanácsába, Agrawal azt írta, hogy szerinte Musk kinevezése hosszú távú értéket hoz a vállalatnak, míg Dorsey azt írta, hogy Musk "mélyen törődik a világunkkal és a Twitter szerepével". Dorsey privátban átadta Musknak elismerését az elkötelezettségéért, és azt írta, hogy bízik Muskban. Április 11-én Agrawal kijelentette, hogy szerinte Musk visszalépése az igazgatótanácsból "a legjobb", megjegyezve, hogy a vállalat "továbbra is nyitott marad a hozzájárulására".
Musk ajánlatát a Twitter átvételére dicséret és kritika egyaránt fogadta. Április 14-én a Twitter alkalmazottai aggodalmukat fejezték ki Musk szólásszabadsággal kapcsolatos nézeteivel kapcsolatban. A médiumok aggodalmukat fejezték ki, hogy a Twitteren javasolt változtatásai a dezinformáció és az online zaklatás növekedését eredményeznék. Jim Cramer a CNBC-től úgy vélekedett, hogy a Twitter igazgatótanácsának "nincs más választása", mint elutasítani Musk ajánlatát az igazgatótanács tagjait érintő esetleges személyes felelősség miatt. Április 19-én a National Urban League arra szólította fel a Twittert, hogy utasítsa el Musk felvásárlási ajánlatát, figyelmeztetve a felhasználók polgári jogaira gyakorolt potenciálisan negatív következményekre.
Konzervatív és republikánus kommentátorok és politikusok az Egyesült Államokban, akik szerint a Twitter diszkriminálja a jobboldali beszédet, lelkesedésüket fejezték ki Musk javasolt változtatásai iránt. Április 22-én az amerikai képviselőház republikánus képviselői követelték, hogy a Twitter igazgatótanácsa őrizzen meg minden, Musk felvásárlási ajánlatával kapcsolatos iratot, ami megalapozza a 2022-es félidős választásokat követő esetleges kongresszusi vizsgálatot. Jimmy Patronis, a floridai cég pénzügyi igazgatója dicsérte Musk ajánlatát, és kritikusan nyilatkozott a Twitter "mérgező pirula" stratégiájáról. A Harvard Egyetem Amerikai Politikai Tanulmányok Központja (CAPS) és a Harris Poll által végzett felmérés szerint az amerikai szavazók 57 százaléka helyeselte Musk Twitter-vásárlását.

### A felvásárlás bejelentése
Agrawal üdvözölte a felvásárlást, és biztosította a dolgozókat, hogy ekkor még nem terveznek elbocsátásokat, hozzátéve, hogy büszke a Twitter alkalmazottaira "a cég körüli zaj ellenére". Április 29-én egy összdolgozói értekezletet is vezetett, hogy foglalkozzon az alkalmazottak által felvetett aggályokkal. Dorsey támogatta az eladást, mondván, hogy "a [Twitter] visszavétele a Wall Streetről a helyes első lépés", és hogy bízik Muskban, hogy a cég tulajdonosa legyen. Dick Costolo, a Twitter korábbi vezérigazgatója elítélte Musk kritikáját a céggel szemben. Vijaya Gadde, a Twitter általános jogtanácsosa állítólag sírt a bejelentésről szóló megbeszélésen, és online trollkodásnak volt kitéve. Musk június 17-i megbeszélését az alkalmazottakkal általában negatívan fogadták a résztvevők, akik Musk nyilatkozatait "összefüggéstelennek" és "inspirálatlannak" találták. Muskot az üzlet megkötése után a Twitter alkalmazottai a belső Slack csatornáikon többször gúnyolták.
Az amerikai kongresszus republikánus törvényhozói, például Jim Jordan, Yvette Herrell, Marsha Blackburn és Ted Cruz dicsérték az alkut, a szólásszabadság helyreállításának nevezve azt. Eközben olyan demokrata törvényhozók, mint Pramila Jayapal, Jesús García, Marie Newman, Mark Pocan és Elizabeth Warren bírálták Muskot és a felvásárlást. Júniusban Ken Paxton texasi főügyész vizsgálatot indított annak kiderítésére, hogy a Twitter félrevezette-e a hatóságokat a spambotfiókok számával kapcsolatban, utalva Musk korábbi állításaira. Donald Trump volt amerikai elnök egyetértését fejezte ki az üzlettel kapcsolatban, de kijelentette, hogy nem fog újra csatlakozni a platformhoz, még akkor sem, ha feloldják a kitiltását, mivel saját közösségi médiaplatformját, a Truth Social-t részesíti előnyben; Musk később jelezte, hogy szándékában áll visszafordítani a Twitter Trump kitiltását. Lopez Obrador mexikói elnök kijelentette, hogy reméli, Musk megszabadítja a Twittert "az ott lévő korrupciótól, a botokkal való manipulációtól". Brendan Carr, a Szövetségi Kommunikációs Bizottság (FCC) biztosa a vásárlás blokkolására irányuló felhívásokra úgy reagált, hogy a hivatalnak nincs erre hatásköre, és "abszurdnak" nevezte az ilyen kéréseket. Thierry Breton, az Európai Bizottság belső piacért felelős biztosa hangsúlyozta, hogy "minden Európában működő vállalatnak meg kell felelnie [az ő] szabályaiknak", míg az Európai Unió (EU) bejelentette, hogy új online szabályok fogják "átalakítani" a digitális piacot és a Tech Giantset.
Április 27-ig 30 000 új felhasználó csatlakozott a nyílt forráskódú Mastodon szoftvert futtató decentralizált szerverhálózathoz. A konzervatív Twitter-fiókok követőinek száma jelentősen nőtt, míg a liberálisoké kissé csökkent; emellett a felvásárlást követően több ezer baloldali felhasználó deaktiválta fiókját. Az LMBTQ+ felhasználók és aktivisták aggodalmukat fejezték ki az üzlettel kapcsolatban Musk transznemű embereket gúnyoló tweetjei alapján, attól tartva, hogy a felfüggesztett Twitter-fiókok újraplatformálása az online zaklatás és a gyűlöletbeszéd növekedéséhez vezethet. Június 3-án politikai érdekvédelmi csoportok egy csoportja, amelynek tagjai a Center for Countering Digital Hate, a GLAAD és a MediaJustice voltak, kampányt indított a javaslat megakadályozására, felszólítva a kormányt az üzlet felülvizsgálatára és a hirdetőket a platform bojkottjára.
Henrik Fisker, az elektromos járműveket gyártó Fisker Inc. társalapítója és Musk riválisa nem sokkal az akvizíció bejelentése után elhagyta a Twittert. Jeff Bezos, az Amazon.com alapítója megkérdőjelezte, hogy a Tesla kínai üzleti érdekeltségei miatt a kínai kormány Muskon keresztül befolyást gyakorolhat-e a Twitterre, mielőtt azt válaszolta volna, hogy "valószínűleg nem". Bill Gates, a Microsoft társalapítója megkérdőjelezte, hogy Musk engedélyezi-e a közegészségügyi félretájékoztatás, beleértve a vakcinákkal kapcsolatos félretájékoztatást. A Wikipedia társalapítója, Jimmy Wales azt találgatta, hogy a Twitter öt éven belül Musk felügyelete alatt vagy felvirágzik, vagy elbukik. A Bitcoin-befektető Roger Ver és a Coinbase vezérigazgatója, Brian Armstrong üdvözölte a felvásárlást, arra hivatkozva, hogy a Twitteren tapasztalható cenzúra csökkenhet. A Google és az Alphabet vezérigazgatója, Sundar Pichai azt mondta, hogy reméli, hogy a Twitter idővel javulni fog a társadalom számára való fontossága miatt, míg a Facebook és a Meta Platforms alapítója és vezérigazgatója, Mark Zuckerberg zavarát és bizonytalanságát fejezte ki a tervezett felvásárlással kapcsolatban.

### Megkísérelt felmondás
Edgett utasította az alkalmazottakat, hogy ne osszák meg az állítólagos felmondással kapcsolatos kommentárokat; ennek ellenére több Twitter-alkalmazott humoros üzeneteket tett közzé, amelyekben a helyzettel viccelődtek. A Tesla részvényei 2,11 százalékkal emelkedtek Musk bejelentését követő órákban. Trump bírálta Muskot, és "rohadtnak" nevezte a felvásárlást, ami hosszan tartó viszályhoz vezetett kettejük között. Trump kivételével a legtöbb konzervatív Musk mellé állt, Steve Bannon, a Fehér Ház korábbi vezető stratégája támadta a Twittert, amiért állítólag hazudott a spambotfiókok elterjedtségéről, Charlie Kirk, a Turning Point USA vezérigazgatója pedig arról elmélkedett, hogy Musk talán végig a Twitter "leleplezésére" törekedett. A Twitter alkalmazottainak küldött e-mailben, amelyet Zatko panaszára válaszul küldött, Agrawal élesen elutasította az állításokat, és "hamis narratívának" nevezte őket.

### A felvásárlás befejezése
Donald Trump az üzlet megkötése után elismerően reagált a vásárlásra, mondván, hogy örül, hogy a Twitter "épeszű kezekbe" került, nem pedig a "radikális baloldali őrülteknek" a kezébe. Más republikánus politikusok, köztük Dan Crenshaw, Darrell Issa, Marjorie Taylor Greene, Marsha Blackburn, Anthony Sabatini, Amy Kremer, Lauren Boebert, Dick Black, Cruz, és Jordan is üdvözölték a vásárlást. A demokrata Amy Klobuchar bizalmatlanságának adott hangot Muskkal szemben, és a platform szigorúbb kormányzati szabályozására szólított fel, míg a demokrata Chris Murphy szövetségi vizsgálatot szorgalmazott Szaúd-Arábia vásárlásban játszott szerepének kivizsgálására. Dmitrij Medvegyev, Oroszország Biztonsági Tanácsának elnökhelyettese és volt elnöke örömmel fogadta a hírt, és kijelentette, hogy reméli, a Twitter megszünteti a "politikai elfogultságot és az ideológiai diktatúrát". Breton ismét hangsúlyozta, hogy a Twittert kötik az uniós törvények, utalva a nemrég elfogadott digitális szolgáltatási törvényre.

## Kritikai elemzés

### A vételi ajánlat és a felvásárlás bejelentése
Elizabeth Lopatto, a The Verge munkatársa azt jósolta, hogy Musk felvásárlása az alkalmazottak tömeges elvándorlásához és Donald Trump Twitter-fiókjának esetleges visszaállításához vezetne. A felvásárlás bejelentése után Alex Werpin, a The Hollywood Reporter munkatársa széleskörű következményekre figyelmeztetett. Greg Bensinger a The New York Times-tól úgy érvelt, hogy Musk felvásárlása inkább "egy megafon irányításáról" szólt, mint a szólásszabadságról, míg Elizabeth Dwoskin a The Washington Post-tól megjegyezte, hogy Musk Twitterre vonatkozó szólásszabadság-vízióját a technológusok elavultnak és nem praktikusnak tartják. Don Pittis a CBC News-tól megjegyezte, hogy a gazdagok médiaplatformok feletti ellenőrzés megszerzésével kapcsolatos ellentmondásokról van szó. Brendan O'Neill a Spiked-től megjegyezte, hogy Musk Twitter-vásárlása és az ebből fakadó visszahatás "az internet feletti ellenőrzésért folytatott harcot" jelent, Ben Gilbert, a Business Insider munkatársa pedig a demokraták és a republikánusok közötti kultúrharc legújabb "csatatérének" nevezte a vásárlást. Michael Hiltzik a The Seattle Times-tól úgy kommentálta, hogy Musk hatása a Twitterre attól függ majd, hogy milyen politikát folytat, és hogyan dönt a megvalósításukról. David Auerbach az UnHerd-től úgy látta, hogy a vásárlás "jelentős villanáspontot" jelez a társadalom "decentralizáltabb, kaotikusabb és decentralizáltabb világba" való átmenetében. Paul R. Paul R. La Monica a CNN Business-től azt sugallta, hogy a Tesla részvényárfolyamának csökkenése azt jelzi, hogy a Wall Street-i befektetők kételkednek abban, hogy Musk felvásárlása végbemegy-e. Matt Pressman a CleanTechnica munkatársa úgy vélte, hogy Musk felvásárlása a Tesla javára válik, mivel a vállalat autóinak tulajdonosai gyakran foglalatoskodnak a platformon, Lindsey Bakes a Deseret News-tól pedig azt írta, hogy Musk a Twitteren belül integrálhatja a kriptovalutát.
Kevin D. Williamson, a National Review című amerikai konzervatív magazin munkatársa Musk Twitter-vásárlását Donald Trump 2016-os elnökválasztási kampányához hasonlította, reklámfogásnak minősítve azt, kollégája, Rich Lowry szerint a liberális politikusok Musk vásárlásával kapcsolatos heves reakciója azt jelzi, hogy a Twitter meglévő politikájának "politikai következményei" vannak, a kiadvány szerkesztői pedig sok sikert kívántak Musknak a szólásszabadság Twitteren való előmozdításához. Bonnie Kristian, a Christianity Today evangélikus magazin munkatársa úgy vélte, hogy a vásárlás csak "tovább növeli a zavarodottságot" a szólásszabadságról szóló vita körül, míg Paris Marx, a Jacobin amerikai szocialista magazin munkatársa "önhittségének példájaként" utasította el Musk azon kijelentéseit, hogy a szólásszabadság védelmére törekszik. Corbin K. Barthold, a City Journal című konzervatív közpolitikai magazin munkatársa úgy vélte, hogy nehéz, de "megéri a küzdelmet" a Twitter cenzúrájának megszüntetése, míg Peter van Buren, a The Spectator World munkatársa úgy vélte, hogy Musknak egyszerűen le kellene kapcsolnia a Twittert. Cathy Young, a The Bulwark című jobbközép hírportál munkatársa úgy vélte, hogy Musk tervezett Twitter-reformjai "nem valószínű, hogy sikeresek lesznek", továbbá megjegyezte, hogy a vásárlást ellenző kommentátorok a "baloldali közösségi média vélt elfogultsága" elleni jobboldali visszahatásnak tekintik. Robby Soave, a Reason amerikai libertárius magazin munkatársa úgy vélekedett, hogy Musk felvásárlása nem fenyegeti a Twittert vagy a demokráciát, és azt állította, hogy azok, akik túlértékelik a platform fontosságát, "Musk kritikusai a progresszív és a mainstream médiában", James McElroy, a The American Conservative munkatársa pedig úgy vélte továbbá, hogy sok újságírónak a felvásárlás elítélését "szakmai aggodalom" motiválta. J. Robert McClure III, a Washington Examiner című amerikai konzervatív magazin és Ben Shapiro, a The Daily Signal című amerikai konzervatív hírportál munkatársa kijelentette, hogy a Musk-vásárlásra adott negatív reakció a szólásszabadság eszméjével szembeni ellenállásban gyökerezik.
Angelo Zino részvényelemző úgy vélte, hogy a Twitter Musk ajánlatának elfogadása abból a felismerésből eredhetett, hogy a közösségi médiavállalatok csökkenő eszközárai miatt nem valószínű, hogy alternatív ajánlattevők jelentkeznek. Brian Quinn, a Boston College jogi karának docense megjegyezte, hogy a tisztességes üzletkötés és a jóhiszeműség szerződéses doktrínái miatt nehéz lenne Musk számára önkényesen visszalépni az üzlettől. Kate Klonick, a St. John's University jogászprofesszora azzal érvelt, hogy a Twitteren "minden szólásszabadság" engedélyezése megnyitná az utat a pornográfia és a gyűlöletbeszéd terjedése előtt. Hasonlóképpen Joan Donovan, a Harvard Shorenstein Center on Media, Politics and Public Policy kutatási igazgatója kijelentette, hogy a Twitteren a moderáció hiánya online zaklatáshoz vezetne. Bill George, a Harvard Business School vezető munkatársa és a Medtronic korábbi vezérigazgatója azzal érvelt, hogy Musk Twitter-vásárlása a társadalomnak és magának Musknak is ártana, míg Mike Proulx, a Forrester Research elemzője arra figyelmeztetett, hogy más vállalatok is elhagyhatják a Twittert, ha Musk lazít a moderációs politikán. Dennis Dick kereskedő úgy vélte, hogy Musk spambot állításai Musk taktikája voltak, hogy csökkentse a vásárlás árát. Elemzők megjegyezték, hogy a külföldi szervezetek független befektetőként való bevonása miatt az ügyletet a CFIUS nemzetbiztonsági ellenőrzés alá vonhatja. A baloldali médiafigyelő szervezet, a Media Matters for America és az Australian Strategic Policy Institute nevű agytröszt felvetette, hogy Musk országhoz fűződő kapcsolatai miatt Kína politikai engedmények kicsikarására vagy a Twitter manipulálására használhatja befolyását. Anthony D. Romero, az American Civil Liberties Union (ACLU) ügyvezető igazgatója figyelmeztetett a Musk túlzott hatalomgyakorlásának potenciális veszélyére.

### Megkísérelt megszüntetés
Miután Musk bejelentette, hogy fel kívánja bontani a megállapodást, jogi szakértők általában egyetértettek abban, hogy nehéz lesz ezt megtennie. James Park, a Los Angeles-i Kaliforniai Egyetem jogászprofesszora gyenge érvnek találta Musk spambot-érvelését, és kétségbe vonta annak lényegességét, míg Anat Alon-Beck, a Case Western Reserve Egyetem üzleti jogi professzora megjegyezte, hogy a Twitter kénytelen volt érvényt szerezni az egyesülésnek, hogy Musk állításait megcáfolja. Jennifer Grygiel, a Syracuse Egyetem professzora azon morfondírozott, hogy Musk talán megfordítja az irányt és felülvizsgálja az üzletet. Ann Lipton, a Tulane Egyetem jogi karának docense, a kari kutatásért felelős dékánja és Julian Klymochko, a fúziók és felvásárlások szakértője egyaránt kétségeit fejezte ki, hogy Musk bizonyítani tudná, hogy lényeges hátrányos hatásról van szó.
Felix Salmon, az Axios munkatársa megjegyezte, hogy a szerződés egyik záradéka megnyitotta az ajtót egy bíró előtt, hogy konkrét teljesítést engedélyezzen, és utasítsa Muskot, hogy folytassa az üzletet. Jonathan Vanian, a CNBC munkatársa úgy jellemezte Musk visszalépését, mint a hónapokig tartó vásárlói lelkiismeret-furdalás termékét, míg kollégája, Alex Sherman megjegyezte, hogy a kikötött felbontási díj kifizetése nem mentesíti Muskot a kártérítések vagy szankciók alól. A The Wall Street Journalnak írva Holman W. Jenkins Jr. megkérdőjelezte, hogy Musk "szájhúzásból vagy a rivaldafény túlzott élvezetéből, vagy valamilyen rejtélyes okból javasolta-e a felvásárlást, ami miatt a szemlélő felemeli a kezét." Különböző hírportálok úgy vélték, hogy Zatko panasza potenciális bizonyítékot szolgáltat Musk javára, bár Matt Levine, a Bloomberg News rovatvezetője úgy érvelt, hogy a panasz megerősítette, hogy a Twitter pénzzé tehető napi aktív felhasználók számában nem szerepelnek a szpemrobotok.

### Az ajánlat újraélesztése
Greg Varallo, a Bernstein Litowitz Berger & Grossmann ügyvédi iroda munkatársa megjegyezte, hogy ha Musk nem tudja biztosítani a finanszírozást és lezárni a felvásárlást, akkor a bírósági esztoppel jogi doktrínája alapján nem hivatkozhat arra, hogy fel tudja mondani a felvásárlást. Zeve Sanderson, a New York Egyetem Center for Social Media and Politics ügyvezető igazgatója arra figyelmeztetett, hogy ha Musk valóban elbocsátja a Twitter alkalmazottainak 75 százalékát, az megnehezíti a vállalat számára a tartalmak moderálását. David Kaye, a Kaliforniai Egyetem Irvine-i Jogi Karának professzora és Eric Goldman, a Santa Clara Egyetem Jogi Karának professzora egyetértett, és a félretájékoztatás és a zaklatás lehetséges növekedésére figyelmeztetett a platformon. Megjegyezték azonban, hogy az elbocsátások még mindig enyhíthetők az automatizált tartalommoderáció növelésével.

### A vásárlás befejezése
Konzervatív kommentátorok ünnepelték a vásárlás lezárását. Tucker Carlson, a Fox News műsorvezetője úgy érvelt, hogy Musk laissez-faire megközelítése a Twitteren történő moderálással kapcsolatban át fogja alakítani az amerikai politikai diskurzust. Shapiro azt írta, hogy reméli, más közösségi médiaplatformok is átültetik Musk javaslatait, és felszólította Muskot, hogy vonja vissza Peterson felfüggesztését a Twitterről. Matt Walsh politikai kommentátor a vásárlásban lehetőséget látott a "transz napirend" elleni ellenállás összegyűjtésére. Benny Johnson politikai rovatvezető felszólította Muskot, hogy vonja vissza több neves konzervatív felfüggesztését. Spiked O'Neillje azt állította, hogy a liberálisok negatív reakciója a bezárásra a szabadságtól és a szabadságtól való félelmüket tükrözi, míg a Washington Examiner Christopher Tremoglie-je rosszallta Musk moderációs tanácsra vonatkozó ötletét, mint a cenzúra folytatását.
Lauren Hirsch, a The New York Times munkatársa megjegyezte, hogy Musknak pénzügyi kihívásokkal kell szembenéznie a Twitter tulajdonlásával, többek között azzal, hogy a vállalat nehezen tud nyereséget termelni. Richard Waters, a Financial Times munkatársa csatlakozott Hirsch véleményéhez, hozzátéve, hogy Musk számára nehéz lenne megfelelő mennyiségű szabad véleménynyilvánítást engedélyezni a platformon. Kate Ferguson, a Deutsche Welle munkatársa úgy vélte, hogy Musk megbízhatatlan és ezért alkalmatlan a Twitter működtetésére, Hamilton Nolan, a The Guardian munkatársa pedig úgy vélte, hogy Musk a vásárlással arra tesz kísérletet, hogy "irányítsa a beszélgetést". Barbara Ortutay, Tom Krisher és Matt O'Brien az Associated Press munkatársai megjegyezték Musk ellentmondásos és homályos üzeneteit a múltban a Twitterrel kapcsolatos elképzeléseivel kapcsolatban, míg Ben Burgis a Jacobin munkatársa a vásárlásra reagálva kritizálta a liberálisok technokrata nézeteit és a szólásszabadság fontosságának lekicsinyítését, bár megjegyezte, hogy Musk korábban is elnyomta kritikusait. Szintén a The New York Times számára írt Kate Conger, Ryan Mac és Tiffany Hsu megjegyezte, hogy Musk polgárjogi aktivistákkal való találkozói és a tartalommoderációs tanácsra vonatkozó tervei emlékeztetnek azokra az intézkedésekre, amelyeket Mark Zuckerberg a Facebook 2016-os amerikai választások kezelésével kapcsolatos visszhangokat követően tett. Jack Shafer, a Politico munkatársa megjegyezte, hogy a Musk-vásárlással kapcsolatos médiafelvételek "káoszt, nagyobb politikai felügyeletet és nyílt kudarcot" vetítettek előre.
Edward Niedermeyer, egy író és Musk kritikusa azzal érvelt, hogy a Twitter Musk önhittsége miatt bukhat meg. Az első alkotmánymódosítással foglalkozó tudósok, mint például Jonathan Turley, a George Washington Egyetem jogi karának professzora, dicsérte Musk terveit, hogy a Twitteren enyhíteni kívánja a tartalom moderálását. A New York Egyetem Üzleti és Emberi Jogi Központjának igazgatóhelyettese, Paul M. Barrett úgy vélte, hogy egy Musk vezette moderációs tanács szkepticizmusra számíthat Musk múltbeli "kiszámíthatatlan és uralkodó" viselkedése miatt. Alex Stamos, a Stanford Egyetem Nemzetközi Biztonsági és Együttműködési Központjának munkatársa megkérdőjelezte, hogyan reagálna Musk arra, ha külföldi kormányok megpróbálnák befolyásolni a Twitter felhasználói bázisát. A kriptopénzek területén tevékenykedők, mint például Bryce Paul podcaster és Cathie Wood befektető, izgatottságuknak adtak hangot a Musk tulajdonlásával kapcsolatos kilátások miatt.
A Media Matters for America elnöke, Angela Carusone arra figyelmeztetett, hogy Musk vezetése a dezinformáció, az összeesküvés-elméletek és a zaklatás növekedéséhez vezetne a Twitteren. A PEN America irodalmi csoport úgy vélte, hogy a novemberi félidős választások tesztként szolgálnak majd arra nézve, hogy Musk hagyja-e, hogy a dezinformáció gyorsan terjedjen a platformon, míg a Stop the Deal amerikai baloldali aktivista koalíció valós következményekre figyelmeztetett, ha a Twitteren a gyűlöletbeszéd növekedése következik be. Több mint 40 polgárjogi csoport írt alá egy nyílt levelet 20 Twitter-hirdetőnek, amelyben felszólították őket, hogy hagyják el a platformot, ha Musk feloldja a tartalommoderációs intézkedéseket. Jonathan Greenblatt, a Rágalmazásellenes Liga vezérigazgatója azt mondta, hogy "óvatosan optimista" a vásárlással kapcsolatban, de aggodalmát fejezte ki a gyűlöletbeszéd esetleges növekedése miatt. Evan Greer, a Fight for the Future igazgatója nagyra értékelte Musk moderációs tanácsra vonatkozó ötletét, de megjegyezte, hogy Musknak legfelsőbb hatalma van minden meghozott döntés felett. Eliot Higgins, a Bellingcat munkatársa úgy vélte, hogy Musknak a szólásszabadság előmozdítására tett kísérletei a megnövekedett kormányzati szabályozás miatt visszafelé sülnének el. A Human Rights Campaign nevű LMBTQ+ érdekvédelmi csoport aggodalmának adott hangot a Twitter új tulajdonosa miatt, és úgy érvelt, hogy a Twitter felelőssége, hogy megakadályozza, hogy platformja "veszélyes médiakörnyezetté" váljon.

## Örökség
Az akvizíció első évfordulóján Musk a vállalat értékét 19 milliárd dollárra becsülte, ami 55 százalékos 
csökkenést jelent a kivásárlás 44 milliárd dolláros vételárához képest. A Fidelity, amely 300 millió dollárral járult hozzá az akvizícióhoz, 65 százalékkal csökkentette az értéket. A statisztikák szerint az aktív felhasználók száma 30 százalékkal, a reklámok száma 60 százalékkal, a weboldal forgalma 14 százalékkal, az alkalmazásletöltések száma pedig 38 százalékkal csökkent. A vállalat ezt tagadta, és az elkötelezettség növekedését állította. A felvásárlásról szóló, Breaking Twitter: Elon Musk and the Most Controversial Corporate Takeover in History (A Twitter felbomlása: Elon Musk és a történelem legvitatottabb vállalati felvásárlása) című nem-fikció könyvet Ben Mezrich szerző 2022 decemberében jelentette be, és 2023 novemberében adták ki.
Számos publikáció reflektált a Twitter első évére Musk tulajdonában. A The Washington Post újságírói a Washingtoni Egyetem adatait idézve azt írták, hogy a platform „téves információk és 
zavaros jelentések kakofóniájává vált”, megjegyezve a Twitter konzervativizmus felé történő éles elmozdulását. Pranav Dixit, a The Guardian újságírója ostorozta a változásokat és reformokat, amelyeket Musk az elmúlt évben végrehajtott, míg Miles Klee, a Rolling Stone újságírója kritizálta Musk állítólagos engedékenységét a „jobboldali szélsőségesekkel és a téves információk terjesztőivel” szemben. Jay Peters, a The Verge újságírója Musk radikális változásaira és a csökkenő felhasználói számokra mutatott rá, mint bizonyítékra arra, hogy az átvétel „katasztrófa” volt, míg Aisha Counts, a Bloomberg újságírója a téves információk és a gyűlöletkeltő beszéd növekedésére összpontosított. Kate Conger, a The New York Times újságírója, és Alex Kirshner, a Slate újságírója sajnálkozva állapította meg, hogy Musk felvásárlása alapvetően megváltoztatta a Twitter jelentését. Annika Burgess, az Australian Broadcasting Corporation munkatársa kijelentette: „A Twitter, ahogyan a világ ismerte, meghalt”. Musk nagyrészt elutasította ezeket a negatív megjegyzéseket.
A The Wall Street Journal 2024-ben úgy vélte, hogy a 13 milliárd dollár, amelyet Musk a Twitter megvásárlásához vett fel kölcsön, „a bankok számára a legrosszabb fúziós finanszírozási ügylet” volt a 2008-as pénzügyi válság óta, hozzátéve, hogy a banki tevékenység „vonzereje” Musk számára „túl vonzó volt ahhoz, hogy elszalassza”. A Washington Post arról számolt be, hogy a vállalat 24 milliárd dollárnyi saját tőkeértéket vesztett, „olyan vagyonpárolgás, amelynek alig van párja a gazdasági vagy iparági összeomlások, illetve a pusztító vállalati botrányok területén”.
A média arról számolt be, hogy a Twitter felvásárlása előrevetítette Elon Musk 2025-ös kísérletét az amerikai szövetségi ügynökségek felvásárlására.

## Fordítás
- Ez a szócikk részben vagy egészben  az   Acquisition of Twitter by Elon Musk című angol Wikipédia-szócikk ezen változatának fordításán alapul.  Az eredeti cikk szerkesztőit annak laptörténete sorolja fel. Ez a jelzés csupán a megfogalmazás eredetét és a szerzői jogokat jelzi, nem szolgál a cikkben szereplő információk forrásmegjelöléseként.